# Muḥammad ibn ʿAbd al-Wahhāb
Muḥammad ibn ʿAbd al-Wahhāb al-Tamīmī al-Najdī (in arabo محمد بن عبد الوهّاب التميمي‎?; Al-'Uyayna, 1703 – Dirʿiyya, 1792) è stato un teologo arabo, nato nella regione del Najd, nell'odierna Arabia Saudita. È considerato il fondatore del movimento wahhabita.

## Biografia
Nato nel 1703 ad Al-ʿUyayna, un villaggio del Najd centrale, Muḥammad ibn ʿAbd al-Wahhāb giunse ad al-Dirʿiyya (allora capitale dell'emirato saudita) nel 1744, dopo varie peregrinazioni destinate in seguito a mitizzarne la figura presso i suoi seguaci. Nipote di Sulaymān b. Muḥammad, Muftī del Najd, e figlio di ʿAbd al-Wahhāb, giudice di scuola hanbalita (corrente rigorista dell'interpretazione coranica che esercitava ad al-ʿUyayna) Muḥammad ibn ʿAbd al-Wahhāb studiò alla Mecca e Medina (dove aderì al Hanbalismo), e poi a Basra (Bassora), per essere poi miracolosamente salvato da un mulattiere mentre era in procinto di soccombere nel deserto. Fu poi a Baghdad, in Kurdistan e in Persia - a Hamadān e Esfahan - prima di soggiornare a Ḥuraymilā.
Spostatosi qualche anno dopo ad al-Dirʿiyya, convertì alla sua visione dell'Islam due fratelli del locale signore, il futuro re ʿAbd al-ʿAzīz b. Saʿūd (m. 1801) e infine lo stesso Emiro.

I due sottoscrissero nel 1744 un patto ideale per affermare la causa neo-hanbalita nei territori governati dall'Emiro.

Muḥammad ibn ʿAbd al-Wahhāb morì nel 1792 a Dirʿiyya, dove insegnava giurisprudenza nella locale moschea.
Dedicò tutta la sua esistenza alla purificazione della religione islamica affinché ci fosse un ritorno al messaggio iniziale dell'Islam, così come istituito dagli al-salaf al-ṣāliḥīn (i puri antenati), ovvero i primissimi discepoli della religione islamica. Per questo motivo egli rigettò gli elementi a suo parere non-islamici, giudicati come perniciosamente innovativi ( bidʿa ) e politeistici ( shirk ), ossia "associatori (di divinità all'unico Dio)".
Nella sua opera di riforma religiosa (fra cui spicca il Kitāb al-tawḥīd ,Il libro dell'Unicità divina), Muḥammad ibn ʿAbd al-Wahhāb denunciò diverse pratiche religiose delle varie confraternite mistiche sufi come eretiche e non ortodosse, così come la loro eccessiva venerazione ed idolatria delle figure dei santi-fondatori. Dal momento che tutti i musulmani devono pregare un unico Dio, essi non dovevano cercare l'intercessione di esseri umani, mortali e limitati, poiché la loro "santità" (il termine in arabo non esiste e si parla di "amicizia con Dio") era effettiva solo durante la loro vita.

Considerò inoltre eretico anche il Kharigismo e lo Sciismo, e innovazioni non ammissibili altre pratiche religiose non originarie e introdotte successivamente tra i musulmani, come quella di festeggiare la nascita del profeta Maometto.
Viene considerato da vari musulmani e studiosi come un importante riformatore ma viene criticato da molti altri. Notevolmente influenzato da Ibn Taymiyya e da Ibn Qayyim al-Jawziyya (entrambi considerati massimi referenti, dopo Aḥmad b. Ḥanbal, dei numerosi movimenti neo-hanbaliti che coltivano una visione fondamentalistica dell'Islam), Muḥammad ibn ʿAbd al-Wahhāb è fortemente inviso ai sufi che lo considerano colpevole di travisamento dei valori profondi più autentici dell'Islam.
Nel 2011 gli è stata dedicata la moschea nazionale del Qatar, ubicata a Doha.